# Државни удар 18. фруктидора
Државни удар 18. фруктидора V године Републике назив је за догађај од 4. септембра 1797. године када су генерали Наполеон Бонапарта и Лазар Ош збацили власт првог Директоријума. Део је Француске револуције.

## Историја
Наполеон је отворено заобилазио наређења Директоријума. Власт Директоријума била је разбијена, изузев у десетак департмана. Само је једанаест нових конвентоваца поново изабрано у савете. Криза између новог савета и Директоријума могла је бити решена на два начина: обраћањем на народ као II године или обраћањем на армију. Бонапарта и Ош прихватили су другу опцију. Бонапарта је прибавио доказе о Пишегријевој издаји. Ош је својим јединицама наредио да крену на Париз. Директоријум се нашао на милости и немилости Наполеона. Осамнаестог фруктидора (4. септембра 1797) Париз је заузела војска. Пишегри и дванаест посланика су ухапшени и затворени у Темпл. Карно је морао побећи. Поново на снагу ступају репресивне мере против емиграната и свештеника. Укинута су 42 листа. Опет је одобрено отварање клубова. Државни удар 18. фруктидора нанео је снажан ударац систему либералне Републике заснованом према уставу III године.